# Штурм (мемориал)
Штурм — мемориал, входящий в Зелёный пояс Славы. В мемориальный комплекс входят стела в посёлке Ям-Ижора (установлена в 1944 году, архитектор Я. М. Зелёный) и обелиск на 29 километре Московского шоссе (1957 год, архитектор М. К. Меликова).
Стела сооружена в память о подвиге воинов входившей в состав 55-й армии 268-й стрелковой дивизии (комдив — полковник С. И. Донсков), сражавшихся в июне 1942 года на Ленинградском фронте между Колпином и Ям-Ижорой.
Обелиск установлен на рубеже, где в сентябре 1941 года было остановлено наступление немецких войск на Ленинград.